# Paul Möbius (Pädagoge)
Paul Heinrich August Möbius (* 31. Mai 1825 in Leipzig; † 8. Juni 1889 in Friedrichroda) war ein deutscher Schriftsteller und Pädagoge.

## Leben
Paul Möbius wurde 1825 als Sohn des Astronomen und Mathematikers August Ferdinand Möbius in Leipzig geboren. Sein älterer Bruder war der Germanist Theodor Möbius. Er lernte an der Ersten Bürgerschule und der Nikolaischule in Leipzig. Von 1844 bis 1848 studierte er Theologie, Philosophie und Philologie an der Universität Leipzig und Friedrich-Wilhelms-Universität Berlin. Er promovierte 1847 zum Dr. phil.
Von 1848 bis 1865 wirkte er als Lehrer an der Thomasschule zu Leipzig. 1849 wurde er Universitätsvesperprediger. 1853 wurde er Direktor der Deutschen Buchhändler-Lehranstalt in Leipzig und 1865 der Ersten Bürgerschule. Danach wurde er Seminardirektor und Generalschulinspekteur des Herzogtums Sachsen-Coburg und Gotha.
1850 heiratete er Julie Marezoll, eine Tochter des Prof. der Rechte Theodor Marezoll in Leipzig. Von den fünf Kindern, welche aus dieser Ehe hervorgingen, überlebten den Vater nur zwei Söhne: der Botaniker Martin Möbius und der Arzt Paul Julius Möbius. 
1874 erhielt er den Herzoglich Sächsisch-Ernestinischen Hausorden und 1889 das Ritterkreuz.